# Säbysjön (Järfälla socken, Uppland)
Säbysjön är en sjö i Järfälla kommun i Uppland som ingår i Åkerström-Norrströms kustområde. Sjön har en area på 0,679 kvadratkilometer och ligger 17 meter över havet. Sjön avvattnas av vattendraget Igelbäcken. Vid provfiske har bland annat abborre, gädda, mört och ruda fångats i sjön.
Säbysjön ligger på Järvafältet och ingår i sin helhet i Västra Järvafältets naturreservat. Säbysjön är en naturlig rastplats för många flyttfåglar. Det har setts en del mer sällsynta arter här och området är populärt bland fågelskådare. Storlom häckar i sjön. Säbysjön är en grund och näringsrik slättsjö, som ibland har problem med syrebrist vintertid. Sjön avvattnas av Igelbäcken som mynnar ut i Edsviken nära Ulriksdals slott i Solna kommun. I nära anslutning till sjön ligger Säby gård, som har betande nötkreatur.

## Fisk
Vid provfiske har följande fisk fångats i sjön:
- Abborre
- Gädda
- Mört
- Ruda
- Sutare

## Delavrinningsområde
Säbysjön ingår i delavrinningsområde (659154-161727) som SMHI kallar för Utloppet av Säbysjön. Medelhöjden är 28 meter över havet och ytan är 6,87 kvadratkilometer. Det finns inga avrinningsområden uppströms utan avrinningsområdet är högsta punkten. Avrinningsområdets utflöde Igelbäcken mynnar i havet. Avrinningsområdet består mestadels av skog (58 procent), öppen mark (11 procent) och jordbruk (11 procent). Avrinningsområdet har 0,68 kvadratkilometer vattenytor vilket ger det en sjöprocent på 9,9 procent. Bebyggelsen i området täcker en yta av 0,67 kvadratkilometer eller 10 procent av avrinningsområdet.